# ГЕС Баспа II
ГЕС Баспа II — гідроелектростанція на півночі Індії у штаті Гімачал-Прадеш. Використовує ресурс із річки Баспа, лівої притоки Сатледжу, яка в свою чергу є лівою притокою Інду.
В межах проекту річку перекрили бетонною греблею висотою 21 метр та довжиною 61 метр, яка потребувала 70 тис. м3 матеріалу. Вона утримує водосховище з площею поверхні 0,24 км2 та об'ємом 1,4 млн м3 (корисний об'єм 0,75 млн м3), в якому припустиме коливання рівня у операційному режимі між позначками 2527,5 та 2531,5 метра НРМ.
Зі сховища під правобережним гірським масивом прокладено дериваційний тунель довжиною 8 км, який транспортує ресурс до підземного машинного залу. Останній розташований вже на лівому березі Сатледжу трохи вище за впадіння Баспи та має розміри 92х19 метрів при висоті 41 метр. Його обладнали трьома турбінами типу Пелтон потужністю по 100 МВт, які використовують напір від 677 до 716 метрів (номінальний напір 702 метра) та забезпечують виробництво 1213 млн кВт-год електроенергії на рік.
Видача продукції відбувається по ЛЕП, розрахованій на роботу під напругою 400 кВ.